# Masse des douanes
 (mars 2018).
Si vous disposez d'ouvrages ou d'articles de référence ou si vous connaissez des sites web de qualité traitant du thème abordé ici, merci de compléter l'article en donnant les références utiles à sa vérifiabilité et en les liant à la section « Notes et références ».

En France, la masse des douanes est le service de logement du personnel de l’administration des douanes (Douane française). Il offre au personnel de cette administration des logements à proximité des frontières ou dans les régions de tension immobilière. 
La masse des douanes a été créée dès la fondation moderne de la "Régie des douanes", c'est-à-dire dès 1791. À l'origine, elle procède d'une initiative des agents des brigades de constituer, une caisse ou "masse", alimentée par une partie de leur solde pour subvenir primitivement à leur équipement, leur santé, et enfin leur logement. Assez rapidement, l'administration va s'immiscer puis diriger elle-même ce mouvement d'inspiration mutualiste. Ainsi, la Masse a assuré le casernement des agents des brigades, jusqu'en 1980. 
Depuis 1997, il prend la forme d’un établissement public national à caractère administratif (EPA), après avoir été un service exploité en régie. La présidence est assurée par le directeur général des douanes et droits indirects. Son conseil d’administration associe des représentants élus du personnel avec les représentants de l’administration.
Les logements sont accessibles à tous les agents des brigades (branche de la Surveillance) comme de celui du service des bureaux (branche dite opérations commerciales). Ils sont mêmes plus largement ouverts sous conditions aux autres fonctionnaires, prioritairement relevant du ministère des finances. C'est un organisme paritaire, auquel les agents sont très attachés. C'est l'un des rares cas d'établissement public à caractère administratif, chargé d'une mission de logement de personnel administratif.
Au 31 décembre 2017, la Masse des douanes disposait d’un parc domanial de 2200 logements. La Masse assure aussi la gestion d’un parc locatif de 945 logements, pris auprès de bailleurs sociaux ou non.